# Jake Sisko
Jake Sisko est un personnage fictif de l'univers de Star Trek. Fils unique de Benjamin Sisko, lui-même personnage principal des sept saisons de la série Star Trek: Deep Space Nine, il est interprété par l'acteur Cirroc Lofton.

## Biographie
Né sur Terre en 2355 de l’union de Benjamin et Jennifer, Jacob « Jake » Issac Sisko est confronté à la disparition de sa mère en 2367 lorsque l'USS Saratoga, le vaisseau sur lequel voyageait sa famille, est détruit par les Borgs durant la bataille de Wolf 359. 
Intelligent et toujours prêt à laisser sa nature aimable et facétieuse prendre le dessus, le jeune garçon n'est cependant pas très enthousiaste à l'idée de quitter les chantiers martiens d'Utopia Planitia, au sein desquels le commandeur Ben Sisko travaille depuis bientôt deux ans, pour la station Deep Space Nine en 2369. 
Alors qu’il craignait de s’ennuyer dans un endroit si reculé que son père lui-même ne pouvait se prétendre satisfait de sa nouvelle affectation, Jake s'aperçoit pourtant dès l’année de son arrivée que la vie sur DS9 n'a rien de monotone. Dès les premiers mois qui suivent son installation, il apprend ainsi sous l’impulsion du Férengi Nog (devenu son meilleur ami) à jouer les tours les plus divers aux personnes fréquentant la station. Il va même jusqu'à devenir le complice du neveu de Quark lorsque celui-ci s’approprie un stock de sauce yamok cardassienne appartenant à son oncle. Mais en constatant que Nog souffre d’un retard considérable sur le plan scolaire et risque de « mal tourner », il décide finalement d’encourager son compagnon de jeu à fréquenter la classe de Keiko O'Brien afin de combler au plus vite des lacunes susceptibles de les éloigner l'un de l'autre.
Entre 2369 et 2375, Jake Sisko se distingue notamment par la libération de son père et de Quark (prisonniers des premiers Jem'hadars dont ils croisent le chemin), par le déclenchement accidentel d’un dispositif d’autodestruction cardassien mis en place lorsque Deep Space Nine s’appelait encore Terok Nor, par une incursion au sein de l’Univers Miroir où il rencontre le double de sa mère et assiste à la mort de cette dernière, par sa participation décisive à l’évacuation des blessés d’Arjilon Prime (un avant-poste alors pilonné par les Klingons), par l’argumentation qu’il oppose au Vorta Weyoun lorsque celui-ci l’enlève en 2373, par son implication dans la résistance qui s’organise sur DS9 alors que la station est à nouveau aux mains des Cardassiens et du Dominion ou encore par le voyage qu’il effectue en compagnie de Benjamin et Joseph Sisko à la recherche de l'Orbe de l'Émissaire. Profondément marqué par la disparition de son père au terme du conflit qui a opposé la Fédération à ses adversaires issus du Quadrant Gamma, il est toutefois résolu à rester aussi proche que possible de celle et ceux que le capitaine de Starfleet laisse derrière lui. 
Son imagination débordante le pousse par ailleurs assez tôt à écrire des récits inspirés par son entourage tandis que son sens de l’observation lui permet de rendre compte du quotidien de ses contemporains d’un point de vue journalistique (une qualité qui prend tout son sens durant la guerre contre le Dominion).
Lorsqu'il a l'occasion de retourner sur Terre, Jake ne manque jamais de rendre visite à son grand-père paternel Joseph (propriétaire d’un restaurant créole à La Nouvelle-Orléans) pour lequel il éprouve une tendresse toute particulière. Il n’a en revanche apparemment jamais connu la femme que Benjamin Sisko a toujours considéré comme sa mère et il ignore longtemps l’existence de Sarah, la première compagne de Joseph, dont il n’a fait qu’apercevoir la photo lors d’un séjour en Louisiane.
Toujours sur le plan familial, le remariage de son père avec le capitaine de vaisseau-cargo Kasidy Yates fait en outre de cette dernière la belle-mère de l'adolescent, une situation que Jake Sisko accepte d’autant plus aisément qu’il est à l’origine de leur rapprochement initial. Il semble d’ailleurs prendre très à cœur le rôle de demi-frère qui devint le sien avec la naissance de l'enfant que porte Kasidy à la fin de l'année 2375.
Successivement attiré par un certain nombre de femmes plus âgées que lui telles que la Dabo Girl Mardah, le major Kira ou encore la mystérieuse Onaya (laquelle devient la muse du jeune homme dont elle stimule l'activité cérébrale pour mieux s’en nourrir), Jake apprécie également les jeunes filles de son âge parmi lesquelles Varis Sul, Laira, Leanne ou encore la Bajorane Kesha.
Encore célibataire pour les habitants de l'univers dans lequel le Dominion vient d'être vaincu par la Fédération et par ses alliés, il a été vu marié par son père au sein d'un futur alternatif né d'un accident survenu à bord du Defiant en 2372. Dans cette réalité parallèle, Jake épouse en effet une artiste bajorane prénommée Korena dont il se sépare par la suite.

## Informations non-canoniques
Jacob Issac Sisko (dit Jake) voit le jour en 2355 dans un complexe médical administré par Starfleet et situé à San Francisco [ST The Lost Era : Deny thy Father par Jeff Mariotte].
Sa passion pour l'écriture est encouragée dès l'année 2369 par le docteur Julian Bashir qui lui remet un padd et lui conseille d'y noter ses impressions pendant la mission destinée à secourir Benjamin Sisko [ainsi que le rapporte la nouvelle Ha'mara publiée par Kevin G. Summers dans le recueil ST DS9 : Prophecy and Change].
Au début de l'année 2376, ayant appris par une ancienne prophétie bajorane qu'il peut rejoindre son père auprès des Prophètes à condition d'entrer dans le trou de ver de Bajor, Jake se perd dans le Quadrant Gamma où il est secouru par le vaisseau-cargo Even Odds. Il partage alors les pérégrinations de ses sauveteurs jusqu'à sa rencontre avec Kai Opaka qui l'aide à regagner Deep Space Nine [Avatar, Books One & Two et Rising Son par S.D. Perry].
Il est enlevé peu après en compagnie de son grand-père Joseph, de Kasidy Yates et d'Opaka par des Vedeks sous l'emprise du parasite qui a déjà menacé la Fédération plus dix ans auparavant. Le retour de l'ancien capitaine de DS9 permet toutefois de venir à bout de ce nouvel ennemi et la famille Sisko au complet assiste à la naissance de la petite Rebecca Jae [ST DS9 : Unity par S.D. Perry].
Son père ayant repris la place qui lui revenait, Jake voyage dans l'espace bajoran et y rencontre Azeni Korena avec laquelle il se marie sans plus tarder [réalisant ainsi une destinée dont l'épisode 76 de Star Trek : Deep Space Nine, intitulé Le Visiteur / The Visitor et écrit par Michael Taylor, nous avait donné un aperçu en même temps qu'à Benjamin Sisko alors témoin d'un futur possible pour son fils]. Le couple s'installe finalement sur la planète Bajor [Worlds of ST DS9 : Bajor, Fragments and Omens par J. Noah Kym et Ferenginar : Satisfaction is Not Garanteed par Keith R.A. De Candido].